# 山口県立宇部中央高等学校
山口県立宇部中央高等学校（やまぐちけんりつ うべちゅうおうこうとうがっこう）は、山口県宇部市東梶返四丁目に所在する公立の高等学校。通称は、「中央」（ちゅうおう）、「中央高校」（ちゅうおうこうこう）、「宇部中央」（うべちゅうおう）。

## 概要
生徒数及び入学者は例年、女子の比率が高い傾向にある。
古川薫（後年に直木賞を受賞）と担任の中野真琴が共同して学校発行の機関同人誌『里程標』創刊号を1950年に発行する。古川薫は安倍晋三元首相の父で元外相の安倍晋太郎とも親交が深かった。2005年12月、当時の首相の小泉純一郎が古川薫を首相官邸に招き、昼食を共にした。
弓道の強豪校として知られ、1989年（平成元年）に女子弓道部がインターハイで初優勝して以来、1998年（平成10年）から2000年（平成12年）にかけてのインターハイ3連覇など数々の良績を残している。また、男子弓道部も2005年（平成17年）にインターハイで4位入賞している。校訓は「明日へ」である。

## 沿革
- 1941年（昭和16年） - 市立宇部中央夜間中学校として創立。
- 1948年（昭和23年） - 宇部市立高等学校と改称、定時制普通科を設置。
- 1962年（昭和37年） - 県立移管により、山口県立宇部中央高等学校を設置。
- 2002年（平成14年） - 単位制普通科高校として発足。
- 2003年（平成15年） 3月19日 - 書架（古川薫記念文庫）の設置

## 学科
全日制
- 普通科（単位制）

定時制
- 普通科

## 著名な出身者
- 橋田信介 - ジャーナリスト、報道写真家
- 谷山紀章 - 声優
- まんぼう - マジシャン
- 古川薫 - 小説家、山口県出身で最初の直木三十五賞受賞
- Ayase - YOASOBIメンバー、作詞家、作曲家、ボカロP(中退)
- やす子 - お笑いタレント、即応予備自衛官
- 小野竜輔 - お笑いタレント（元ダイヤモンド）[4]